# Клюномуцунести китове
Клюномуцунестите китове (Ziphiidae) са семейство Зъбати китове. Тези китоподобни са едни от най-слабо проучените едри бозайници; едва през последните 20-ина години бяха открити няколко нови вида и е напълно възможно да съществуват още непознати на науката видове.
Клюномуцунестите китове са обитатели на морските дълбини – хранят се в близост или на самото морско дъно. Имат удивителната способност да се гмуркат на дълбочини от порядъка на 2000 метра, задържайки дъха си 20-30, до 85 минути, което ги прави шампиони по дълбоководно гмуркане сред всички въздуходишащи животни (надминават дори Кашалота).

## Физическа характеристика
За китоподобни клюномуцунестите китове имат средни размери: от 4 до 13 м. дължина, и тегло от 1 до 15 тона, като мъжките са по-едри от женските (полов диморфизъм). Както говори наименованието главната им отличителна черта е клюнът, подобен на този при повечето делфини. Освен това на гърлото си имат две разтегателни гънки и опашката им няма цепка в средата. С някои изключения (Тасманов кит) повечето видове имат само един или два чифта зъби, които израстват само при мъжките подобно на бивни.

## Класификация
- разред Cetacea – Китоподобни
  - подразред Odontoceti – Зъбати китове
    - семейство Ziphiidae – Клюномуцунести китове
      - род Berardius – черни китове
        - Berardius bairdii – Северен черен кит, байрдов клюномуцунест кит
        - Berardius arnuxii – Южен черен кит, арнуксов клюномуцунест кит

      - род Tasmacetus – тасманови китове
        - Tasmacetus shepherdi – Тасманов кит, клюномуцунест кит на Шепърд

      - род Ziphius – клюномуцунести китове
        - Ziphius cavirostris – Клюномуцунест кит на Кювие

      - род Hyperoodon – китове бутилконоси
        - Hyperoodon ampullatus – Северен бутилконос
        - Hyperoodon planifrons – Южен бутилконос

      - род Indopacetus (Mesoplodon)
        - Indopacetus pacificus – Лонгманов кит, индо-тихоокеански клюномуцунест кит

      - род Mesoplodon – мезоплодони (среднозъби, саблезъби китове)
        - Mesoplodon hectori – Клюномуцунест кит на Хектор
        - Mesoplodon perrini (Dalebout, Mead, Baker, Baker & van Helden, 2002) – Клюномуцунест кит на Перин
        - Mesoplodon mirus – Клюномуцунест кит на Тру
        - Mesoplodon europaeus – Антилски клюномуцунест кит, ~ на Жерве
        - Mesoplodon ginkgodens – Гинковиднозъб кит, японски клюномуцунест кит
        - Mesoplodon grayi – Клюномуцунест кит на Грей
        - Mesoplodon carlhubbsi – Клюномуцунест кит на Карл-Хубс
        - Mesoplodon stejnegeri – Командорски клюномуцунест кит, ~ на Стейнегер, саблезъб кит
        - Mesoplodon bowdoini – Новозеландски клюномуцунест кит, ~ на Боудоин
        - Mesoplodon bidens – Североатлантически клюномуцунест кит, ~ на Соверби
        - Mesoplodon layardii – Клюномуцунест кит на Лайард
        - Mesoplodon densirostris – Клюномуцунест кит на Бленвил, набитомуцунест кит
        - Mesoplodon peruvianus (Reyes, Mead, and Van Waerebeek, 1991) – Перуански клюномуцунест кит джудже
        - Mesoplodon traversii (M. bahamondi) – Лопатовиднозъб кит, клюномуцунест кит на Бахамонде